# 曾建航
曾建航（1998年9月17日—），广东东莞人，中国短跑运动员，主攻短距离跨栏。曾建航在2017年中国室内田径锦标赛南京站男子60公尺跨欄比赛中跑出7.73秒的成绩，由于这一成绩超越了劉翔的同期成绩，他开始受到媒体关注。